# Dysdera breviseta
Dysdera breviseta là một loài nhện trong họ Dysderidae.
Loài này thuộc chi Dysdera. Dysdera breviseta được Jörg Wunderlich miêu tả năm 1992.